# Jan Jakubec

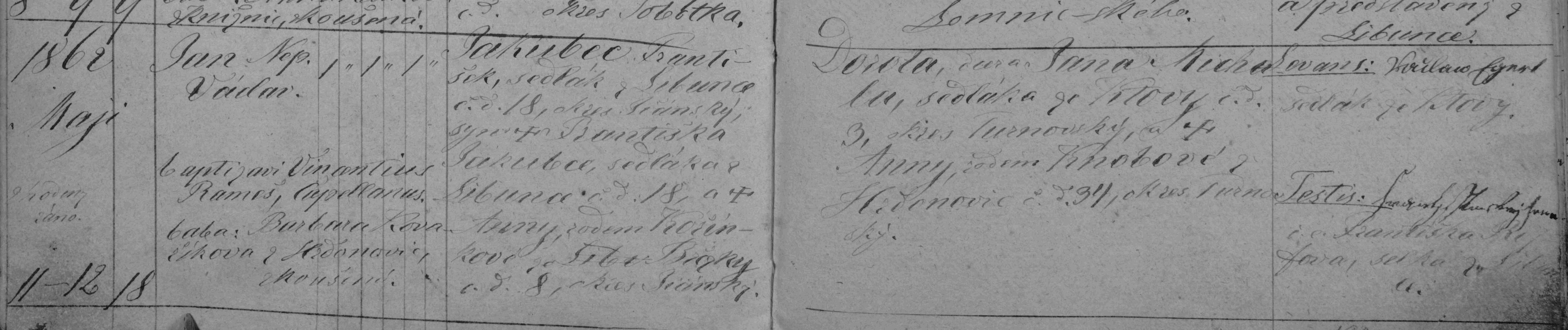
matriční zápis o narození a křtu Jana Jakubce (matrika N 1821-1881 Libunec (SOA Zámrsk))

Jan Jakubec (11. května 1862 Libunec u Jičína – 4. července 1936 Praha) byl český literární historik a kritik.
V letech 1919–1932 působil jako profesor dějin české literatury na Filozofické fakultě Univerzity Karlovy. Zemřel roku 1936 v Praze. Je pohřben na Vinohradském hřbitově.
Jeho tvorba je ovlivněna pozitivismem. Za stěžejní dílo Jana Jakubce jsou považovány soustavné, monograficky členěné Dějiny literatury české, ve kterých pojednal období od "prvních začátků literatury u nás" po májovce. Vyšly nejprve v roce 1911 v jednom svazku a následně v letech 1929 a 1934 v rozšířeném dvousvazkovém vydání. Na rozdíl od svého vrstevníka Jaroslava Vlčka sledoval Jakubec literární vývoj více z ideové stránky a soustředil se na autorskou biografii. Mimoto má na kontě nezanedbatelný počet publikací o české literatuře a jejím vývoji, například o Janu Kollárovi, básnické tvorbě Františka Palackého či Antonínu Markovi. V neposlední řadě výrazně přispěl do čtyřsvazkového díla Literatura česká XIX. století: od Josefinského obrození až po českou modernu.
F.X. Šalda (který se jak vůči Jakubcovu, tak Vlčkovu literárněvědnému přístupu vymezoval kriticky) zveřejnil ve svém Zápisníku stručnou poznámku k Jakubcovým Dějinám literatury české, v níž oceňuje, že autor detailně ověřuje a kriticky prozkoumává fakta.

## Dílo
- Antonín Marek : jeho život a působení i význam v literatuře české. Praha: František Bačkovský, 1896, 244 s. Dostupné online

- Dějiny literatury české: od nejstarších dob až do probuzení politického (1911) Dostupné online

Rozšířené a přepracované vydání tohoto spisu vyšlo ve dvou svazcích:
- Dějiny literatury české. 1. díl. Od nejstarších dob do probuzení politického (1929)
- Dějiny literatury české. 2. díl. Od osvícenství po družinu máje (1934)

- Literatura česká devatenáctého století: od Josefinského obrození až po českou modernu
  - Díl 1. Od Josefa Dobrovského k Jungmannově škole básnické (1902, 2. vyd. 1911) Dostupné online
  - Díl 2. Od M. Zd. Poláka ke K. J. Erbenovi (1903, 2. vyd. 1917) Dostupné online
  - Dílu třetího část první. Od K. H. Máchy ke K. Havlíčkovi (1905) Dostupné online
  - Dílu třetího část druhá. Od Boženy Němcové k Janu Nerudovi (1907) Dostupné online

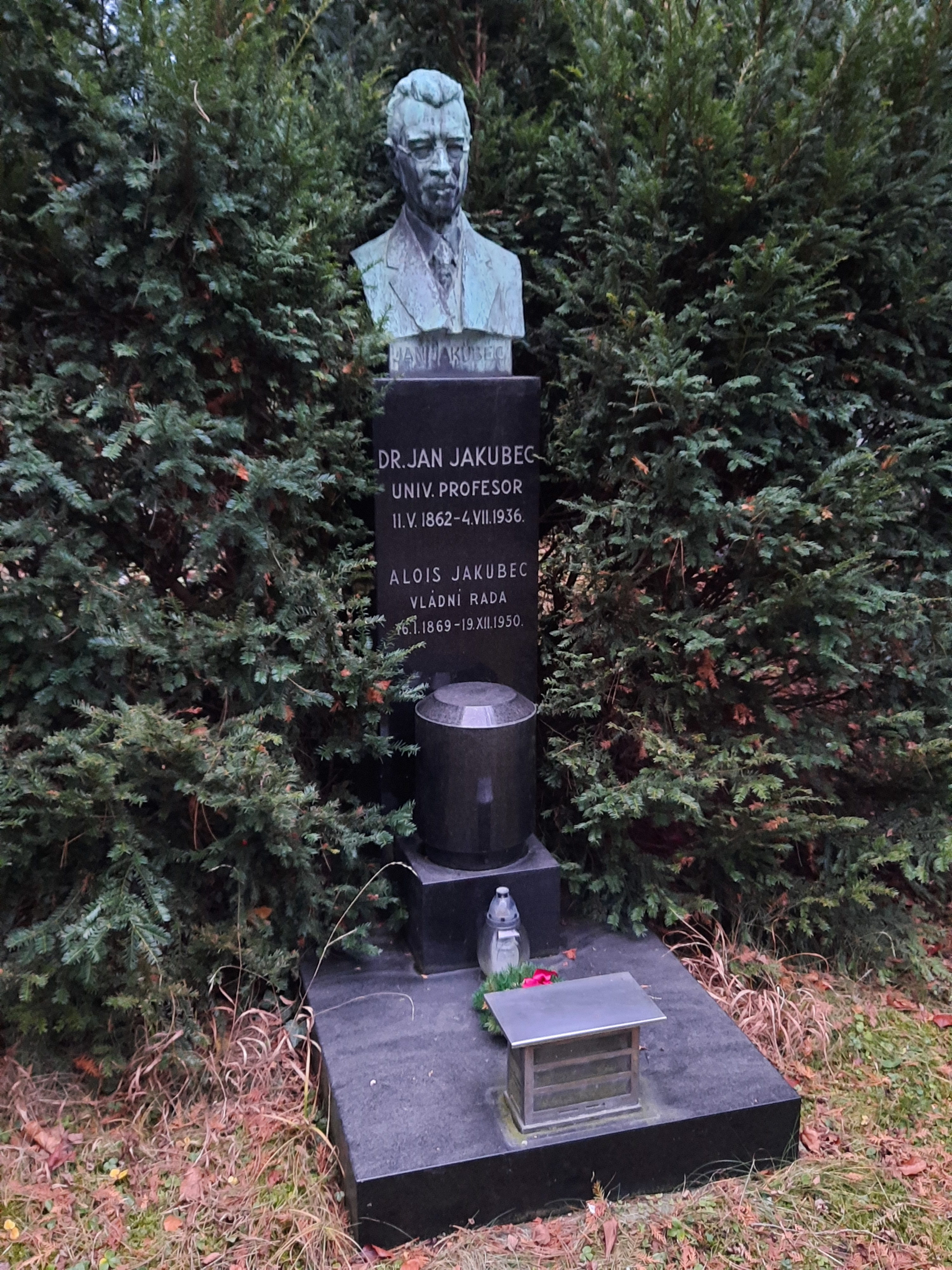
Hrob rodiny Jana Jakubce na Vinohradském hřbitově.